# George W. Bush

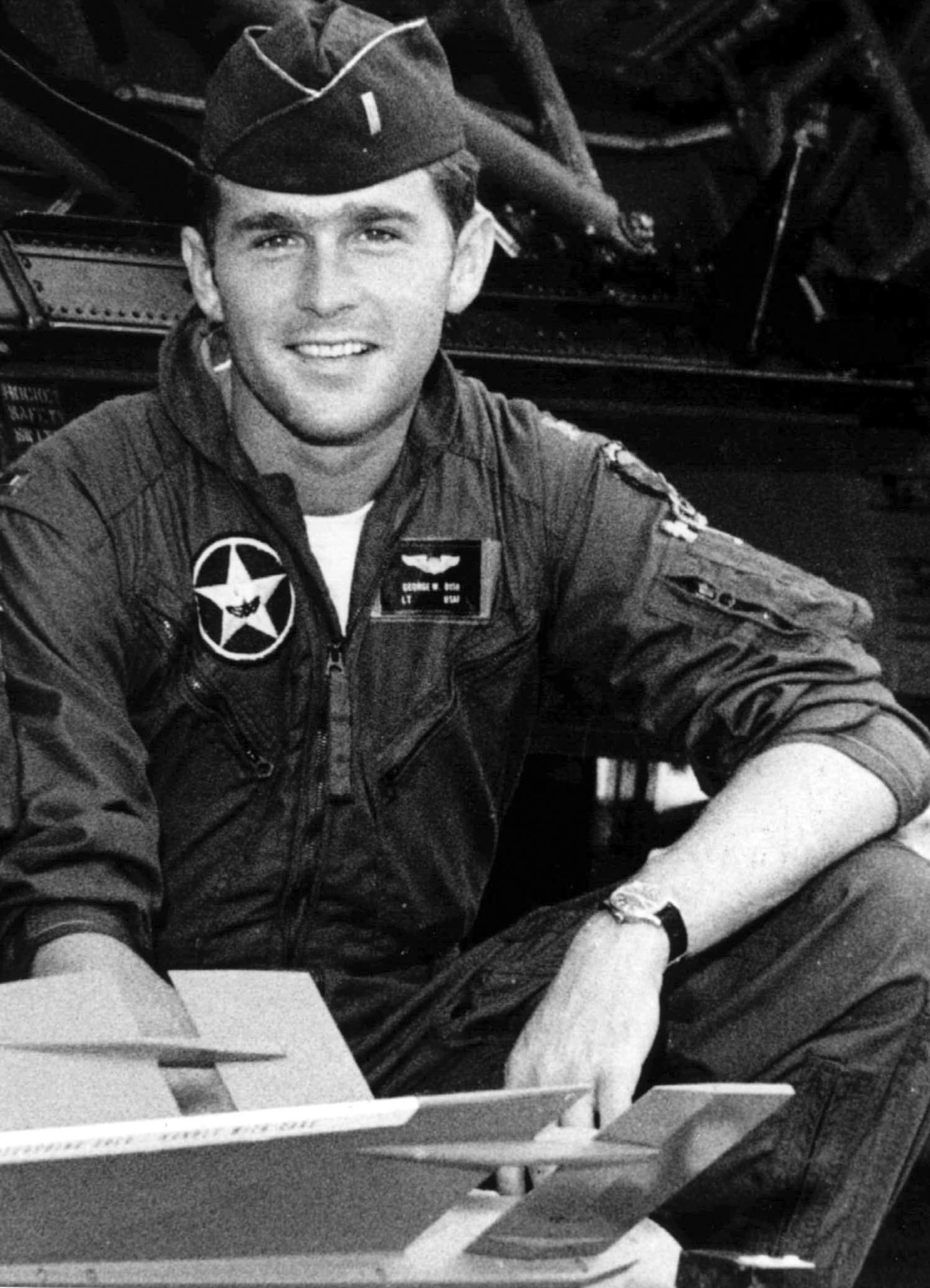
George W. Bush podczas służby wojskowej

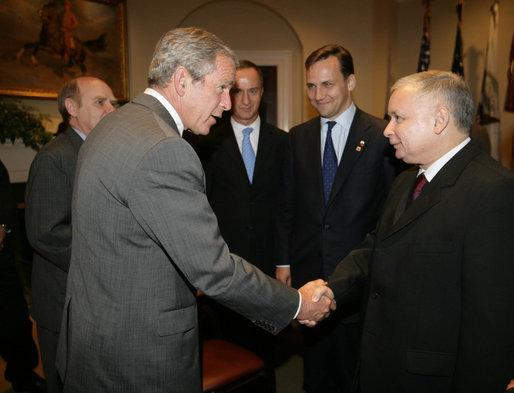
Prezydent George W. Bush z premierem Jarosławem Kaczyńskim, z tyłu minister obrony narodowej Radosław Sikorski (Waszyngton, 13 września 2006)

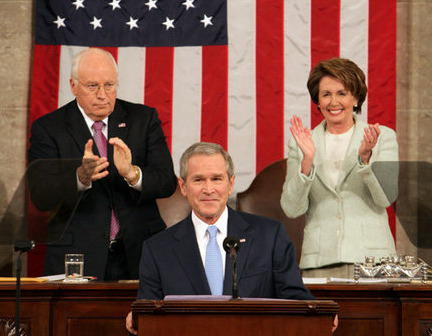
Prezydent George W. Bush podczas przemówienia w Kongresie, z tyłu wiceprezydent Dick Cheney i spiker Izby Reprezentantów, Nancy Pelosi, 23 stycznia 2007

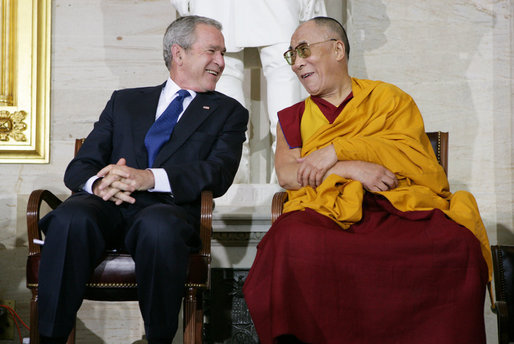
Prezydent George W. Bush z Dalajlamą XIV, 17 października 2007

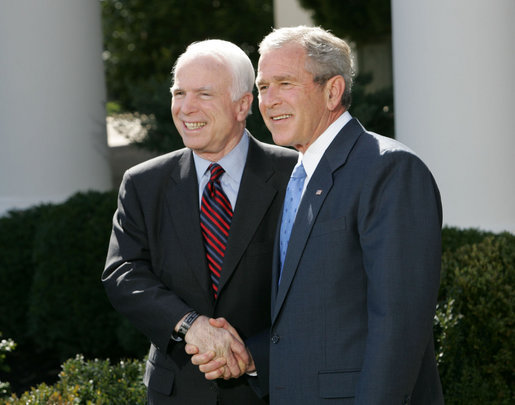
Prezydent George W. Bush z senatorem Johnem McCainem w Białym Domu, 5 marca 2008

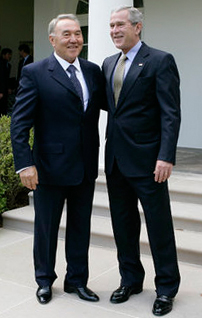
Prezydent George W. Bush z prezydentem Nursułtanem Nazarbajewem, Waszyngton, 29 września 2006

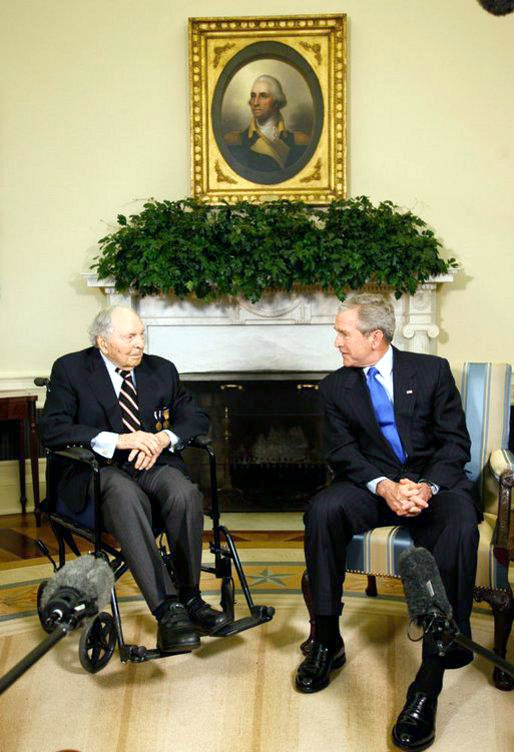
George W. Bush z Frankiem Bucklesem, ostatnim amerykańskim weteranem I wojny światowej, 6 marca 2008

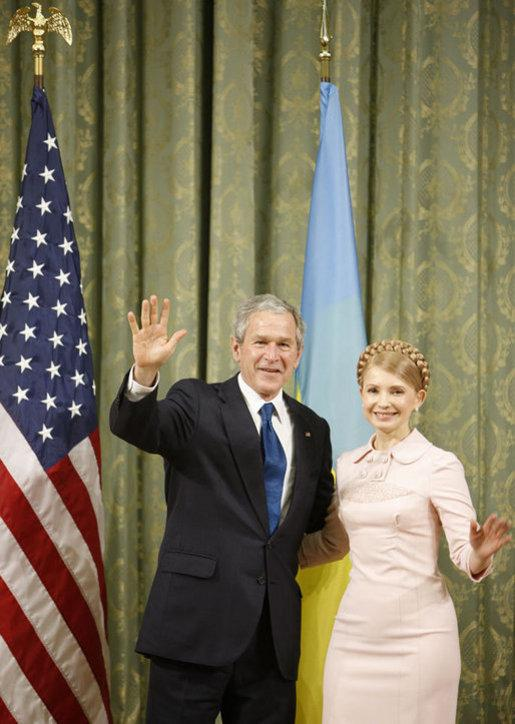
Prezydent George W. Bush z premier Julią Tymoszenko, Kijów, 1 kwietnia 2008

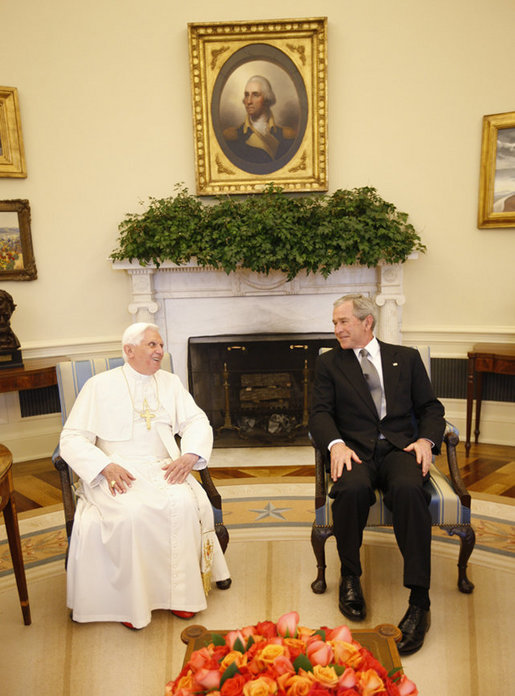
Prezydent George W. Bush z papieżem Benedyktem XVI, 16 kwietnia 2008

Poparcie dla prezydentury Busha w okresie od stycznia 2001 (niebieski oznacza poparcie, czerwony brak poparcia, zielony obojętność)

George Walker Bush (wym. ˈdʒɔ:ɹdʒ ˈwɑ:kɚ bʊʃ ( odsłuchaj); ur. 6 lipca 1946 w New Haven) – amerykański polityk z Partii Republikańskiej, 43. prezydent Stanów Zjednoczonych. Człowiek Roku tygodnika „Time” w 2000 i 2004. 
46. gubernator Teksasu w latach 1995–2000. Po ukończeniu studiów na Uniwersytecie Yale w 1968 oraz w Harvard Business School w 1975 pracował na stanowiskach kierowniczych w przedsiębiorstwach naftowych. Był współwłaścicielem klubu Texas Rangers, a następnie sprawował urząd gubernatora stanu Teksas (1995–2000). W 2000 roku uzyskał nominację Partii Republikańskiej i wygrał w kontrowersyjnych wyborach prezydenckich. Objął urząd prezydenta Stanów Zjednoczonych 20 stycznia 2001, kilka miesięcy przed zamachami z 11 września. W ich konsekwencji George W. Bush ogłosił strategię walki w ramach wojny z terroryzmem, zakładającej operacje wojskowe w Afganistanie (od 2001) oraz inwazję na Irak (2003). W 2004 został wybrany na drugą kadencję, która upłynęła w 2009.

## Życiorys

### Młodość i wykształcenie
Wychowywał się w Midland i Houston w Teksasie, z czwórką rodzeństwa: Jeb, Neil, Marvin i Dorothy. Młodsza siostra Robin zmarła w 1953 w wieku trzech lat na białaczkę. George Bush uczęszczał do Phillips Academy w Andover w stanie Massachusetts, gdzie zajmował się m.in. grą w baseball. Następnie studiował na Uniwersytecie Yale, gdzie uzyskał licencjat (Bachelor) z historii w 1968.
W maju 1968 został przyjęty do służby w lotnictwie Gwardii Narodowej Teksasu (Texas Air National Guard), mimo uzyskania w teście zdolności najniższego akceptowalnego wyniku 25%. Po szkoleniu służył w bazie Ellington w Houston, latając na myśliwcach Convair F-102 Delta Dagger. Zdaniem jego krytyków podczas służby cieszył się przywilejami związanymi z pozycją jego ojca, nie został też wysłany na wojnę w Wietnamie, w przeciwieństwie do wielu młodych Amerykanów w tym okresie. W maju 1972 uzyskał przeniesienie do Gwardii Narodowej Alabamy, w celu pracy w kampanii wyborczej do Senatu. Brak dowodów w dokumentacji, aby pełnił tam aktywną służbę i uczęszczał na ćwiczenia, a w sierpniu 1972 został zawieszony w lataniu z powodu niepodejścia do testów medycznych. W maju 1973 powrócił do Houston, w październiku 1973 został zwolniony ze służby przed sześcioletnim terminem w celu odbycia studiów w Harvard Business School.

### Praca zawodowa i początki kariery politycznej
Po ukończeniu Harvard Business School ze stopniem magistra (MBA) Bush podjął pracę w przemyśle naftowym w Teksasie, zajmując stanowiska kierownicze w kilku spółkach. W 1977 ożenił się z Laurą Welch, po czym osiedlili się w Midland w Teksasie. Bush przeszedł wówczas za żoną z Kościoła Episkopalnego do Zjednoczonego Kościoła Metodystycznego.
W 1978 startował w wyborach do Izby Reprezentantów, lecz przegrał z Kentem Hance’em. W 1988 rodzina Bushów przeniosła się do Waszyngtonu, w celu pracy dla kampanii prezydenckiej ojca George’a. Po powrocie do Teksasu zainwestował w 1989 w drużynę baseballową Texas Rangers, w której sprzedaż udziałów w 1998 przyniosła mu zysk ponad 14 milionów dolarów.
W 1995 wygrał wybory na gubernatora Teksasu.
Wybór George’a W. Busha na prezydenta w 2000 roku wzbudził w części społeczeństwa amerykańskiego kontrowersje związane z wątpliwościami co do poprawności procesu liczenia głosów. George W. Bush otrzymał mniej głosów wyborców niż jego kontrkandydat Al Gore, jednak wygrał wybory uzyskując większość głosów Kolegium Elektorów Stanów Zjednoczonych. Podobna sytuacja miała wcześniej miejsce w 1828, 1876 i ponownie w 1888, gdy prezydentem został Benjamin Harrison, który zdobył o 100 tysięcy głosów mniej niż jego konkurent, prezydent Grover Cleveland. W listopadzie 2004 Bush wygrał wybory stosunkowo niewielką przewagą, pokonując kandydata demokratów Johna Kerry’ego i został wybrany ponownie na prezydenta na następne 4 lata.

### Kontrowersje podczas wyborów w roku 2000
George W. Bush po długotrwałych sporach sądowych ze swoim konkurentem, wiceprezydentem w administracji Clintona, Alem Gore’em został wybrany na prezydenta Stanów Zjednoczonych, pomimo tego, że Al Gore uzyskał więcej głosów wyborców (50 999 tys.) niż Bush (50 456 tys.), ale mniej głosów elektorskich. Zadecydowały o tym wysoce dyskusyjne wyniki wyborów na Florydzie. Spory uciął ostatecznie Federalny Sąd Najwyższy, który nakazał zaprzestanie ponownego przeliczania głosów jako niezgodnego z 14. poprawką do Konstytucji.

### Polityka Busha
George W. Bush wywodzi się z prawicowego skrzydła Partii Republikańskiej i startował do wyborów pod hasłem „powrotu do starych wartości”. Jego prezydentura była pod wyraźnym wpływem neokonserwatystów (polityka zagraniczna i gospodarka) oraz paleokonserwatystów (polityka społeczna), co wywołało niezadowolenie części społeczeństwa o poglądach lewicowych. Społeczeństwo amerykańskie jest podzielone, lecz jego większa część popierała tę politykę, co udowodniła, wybierając G. Busha na drugą kadencję. Na zmianę nastrojów, a w szczególności na zmęczenie wojną w Iraku, wskazują wybory w połowie kadencji („midterm elections”) w listopadzie 2006, po których Partia Demokratyczna uzyskała większość w obydwu izbach Kongresu, jak i na stanowiskach gubernatorów stanowych.
Prezydenturę Busha charakteryzowała kontynuacja polityki jego ojca oraz Ronalda Reagana.

#### Gabinet George’a W. Busha (2001–2009)

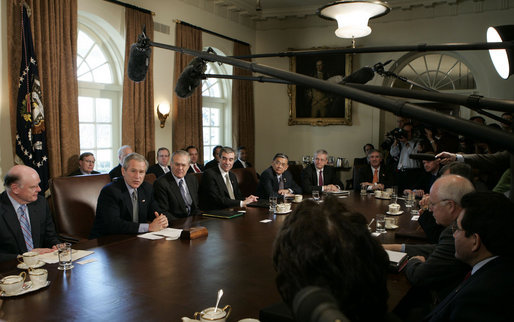
Posiedzenie Gabinetu

#### Nominacje sędziowskie
George W. Bush mianował dwóch sędziów do Sądu Najwyższego: Johna Robertsa (mianowany we wrześniu 2005 na stanowisko prezesa) i Samuela Alito (w 2006).

#### Stosunki z Polską
Trzykrotnie (w 2001, 2003 i 2007) złożył oficjalne wizyty w Polsce.
8 czerwca 2007 przybył z 4-godzinną wizytą do Polski. Swoim samolotem wylądował w Gdańsku, gdzie Bushów przywitała polska para prezydencka. Nieformalne rozmowy prezydentów (bez krawatów – protokół dyplomatyczny definiuje to jako rozmowę nieformalną) odbyły się w prezydenckim ośrodku na Mierzei Helskiej.
Bush zaoferował Polsce modernizację polskich sił zbrojnych w zamian za instalację elementów tarczy antyrakietowej.
Polska jest sojusznikiem Amerykanów w walce z terroryzmem. Władze RP w 2002 i 2003 wysłały kontyngenty wojskowe do Afganistanu i Iraku.
W kwestii wiz, które muszą kupować Polacy, by móc polecieć do Stanów Zjednoczonych, mówił wielokrotnie, że ta sprawa leży w gestii Kongresu. Jednak podczas konferencji prasowej z premierem Donaldem Tuskiem powiedział: Ja rozumiem, że to frustrująca sprawa. Gdybym mieszkał w Polsce i chciał przyjechać do Ameryki, też byłbym sfrustrowany.

#### Wojna z terroryzmem
Po zamachu terrorystycznym z 11 września administracja prezydencka postanowiła doprowadzić do rozbicia Al-Ka’idy. Pierwszym etapem wojny była zbrojna interwencja w Afganistanie, jednak nie pokonano całkowicie talibów i cały czas dochodzi tam do zamachów i walk.
Stany Zjednoczone dążyły też (podobnie jak obecnie) do rozbicia Al-Ka’idy w Somalii, gdzie przy ich wsparciu wojska etiopskie wyparły ze stolicy (Mogadiszu) na przełomie 2006 i 2007 bojówkarzy Unii Trybunałów Islamskich, oskarżanych o współpracę z Al-Ka’idą. Amerykanie twierdzą, że podczas nalotu w maju 2008 zabili szefa somalijskiej Al-Ka’idy.

#### Wojna w Iraku
Mimo braku poparcia ONZ Stany Zjednoczone wraz ze swoimi sojusznikami (w tym Polską) dokonały interwencji w Iraku (druga wojna w Zatoce Perskiej). Oficjalnym powodem była chęć zniszczenia broni masowego rażenia będącej rzekomo w posiadaniu dyktatora oraz chęć zaprowadzenia demokracji w tym kraju. Podbój okazał się militarnym sukcesem. W ciągu miesiąca zdobyto Bagdad, a notowania Busha były wtedy najwyższe w historii. W przeciągu następnych miesięcy aresztowano większość członków dawnego reżimu z Saddamem Husajnem na czele. W czasie działań wojennych w dużym stopniu Amerykanom pomogli kurdyjscy rebelianci, wyzwalając miasto Mosul. Mimo wszystkich sukcesów militarnych tej operacji, dużych składów broni masowego rażenia do tej pory nie znaleziono. Według raportu National Ground Intelligence Center (wydziału do spraw wywiadu Departamentu Obrony Stanów Zjednoczonych) znaleziono ponad 500 sztuk broni chemicznej wyprodukowanej przed rokiem 1991, zazwyczaj były to pojedyncze egzemplarze i niewielkie składy amunicji chemicznej zagubione podczas wojny iracko-irańskiej (1980–1988). Komisja senacka dowiodła, że gabinet Busha nie posiadał rzetelnych dowodów na istnienie tej broni, choć twierdził z uporem, że je ma. Od początku inwazji zginęło około 600 tysięcy Irakijczyków, dwa miliony opuściło kraj, a cztery miliony wyemigrowało. Armia amerykańska straciła 3700 żołnierzy, sama zaś wojna kosztowała ten kraj ponad 400 miliardów dolarów.
W grudniu 2006 publicznie przyznał, że nie wygrywa wojny w Iraku. Stany Zjednoczone wydały na prowadzenie wojny wiele miliardów dolarów, co budzi sprzeciw opinii publicznej. George Bush zamierzał wysłać do Iraku jeszcze 25 000 żołnierzy, mimo sprzeciwu ekspertów i opinii publicznej.
Jednak od 2007 dzięki nowej taktyce amerykańskiej armii spadła liczba zamachów na amerykańskich żołnierzy i irackich cywilów.

#### Bliski Wschód
Prezydent Bush i jego administracja popierali dążenia Palestyńczyków do utworzenia własnego państwa, lecz również działania Izraela zmierzające do zlikwidowania baz Hamasu. Bush popierał umiarkowany Fatah i administrację palestyńską z prezydentem Mahmudem Abbasem. Jesienią 2007 z inicjatywy Busha w Anapolis odbyła się międzynarodowa konferencja dotycząca przyspieszania palestyńsko–izraelskich rozmów pokojowych.
W lutym 2008 prezydent Bush złożył wizytę w Izraelu i Autonomii Palestyńskiej, by zachęcić przywódców obu krajów do dalszego dialogu. W marcu 2008 została złożona publiczna opinia prezydenta Busha, że do końca trwania jego kadencji zostanie zawarty trwały pokój między Palestyną a Izraelem. Pod koniec kadencji zauważono wzmożone zaangażowanie Busha w politykę Bliskiego Wschodu.

#### Rosja
Stosunki z Rosją pogorszyły się zwłaszcza po rozpoczęciu przez Stany Zjednoczone negocjacji z Polską i Czechami w sprawie instalacji elementów tak zwanej tarczy antyrakietowej. Władze Rosji argumentują wciąż, że tarcza godzi w rosyjską rację stanu.
Oba kraje poróżniła także kwestia rozszerzenia NATO na Gruzję i Ukrainę. Prezydent Bush podczas wizyty w Kijowie poparł starania obu krajów o członkostwo w NATO.

#### Stosunki z Europą Zachodnią
Wojna w Iraku bardzo poróżniła Stany Zjednoczone z Francją i Niemcami, które były przeciwne interwencji wojsk amerykańskich w Iraku. Głównym sojusznikiem Busha był premier Tony Blair. W czasie drugiej kadencji stosunki USA z tymi państwami się polepszyły – głównie dzięki zmianie władzy w Niemczech (2005) i we Francji (2007). Zarówno Nicolas Sarkozy, jak i Horst Köhler i Angela Merkel byli bardziej proamerykańscy niż ich poprzednicy.
Wielka Brytania była za prezydentury Busha i nadal pozostaje głównym sojusznikiem Amerykanów w Europie.

#### Chiny
Stosunki chińsko-amerykańskie w okresie prezydentury Busha były dość dobre.
Prezydent Bush był dość powściągliwy w 2008 w komentowaniu tłumieniu przez komunistyczne władze w Pekinie tybetańskich protestów. Zachęcał Chiny do dialogu z Dalajlamą.
Bush zapowiedział, że będzie w Pekinie podczas inauguracji igrzysk olimpijskich.
W październiku 2007 spotkał się z Dalajlamą i uczestniczył w ceremonii nadania mu Złotego Medalu Kongresu.

#### Iran
Bush i jego administracja były przeciwnikami irańskiego programu atomowego. Dotychczasowe negocjacje nic nie dały, lecz co pewien czas obie strony wychodziły z propozycją dalszych rozmów. Za prezydentury Baracka Obamy, Iran wciąż argumentował, że prowadzi badania wyłącznie w celach pokojowych, zaś USA nadal widziało w tym poważne niebezpieczeństwo i chęć budowy przez Iran broni jądrowej.

#### Kryzys finansowy 2007–2009
Administracja Busha zwróciła się we wrześniu 2008 do Kongresu o zgodę na wykupienie za 700 miliardów USD długów hipotecznych, grożących pogrążeniem amerykańskiego sektora finansowego, a tym samym całej gospodarki, w zupełnym chaosie. Został on przyjęty (z modyfikacjami) przez Kongres.

### Wybory w 2004
Bush ponownie został wybrany na prezydenta w wyniku wyborów w 2004. Jego konkurentem był John Kerry. Bush w skali kraju zdobył 3 miliony głosów więcej niż Kerry.

### Wybory w 2008
W wyborach prezydenckich 2008 Bush poparł kandydaturę Johna McCaina, który był jego konkurentem w walcę o nominację w 2000. Bush nie wziął udziału w konwencji delegatów Partii Republikańskiej we wrześniu 2008 z powodu huraganu Gustav. Po zwycięstwie Baracka Obamy pogratulował mu zwycięstwa.

### Po prezydenturze
W 2010 wydano jego autobiografię „Decision points” (Kluczowe decyzje).
W styczniu 2011 Amnesty International wezwała rządy krajów afrykańskich, które wizytował Bush, do jego aresztowania. Organizacja argumentowała, że George W. Bush za swojej prezydentury aprobował stosowanie tortur (między innymi podtapianie).
Po opuszczeniu urzędu nie udzielał się publicznie. Dopiero w lipcu 2013 wziął w Dallas udział w uroczystości nadania obywatelstwa dwóm imigrantom, co miało być wyrazem jego poparcia dla projektu nowej reformy imigracyjnej.
Po drugiej kadencji Bush zajął się malowaniem obrazów. Początkowo było to obiektem żartów, z czasem jednak jego prace uzyskały akceptację krytyków sztuki.
W 2018 otrzymał honorowe obywatelstwo Wilna.

## Życie prywatne

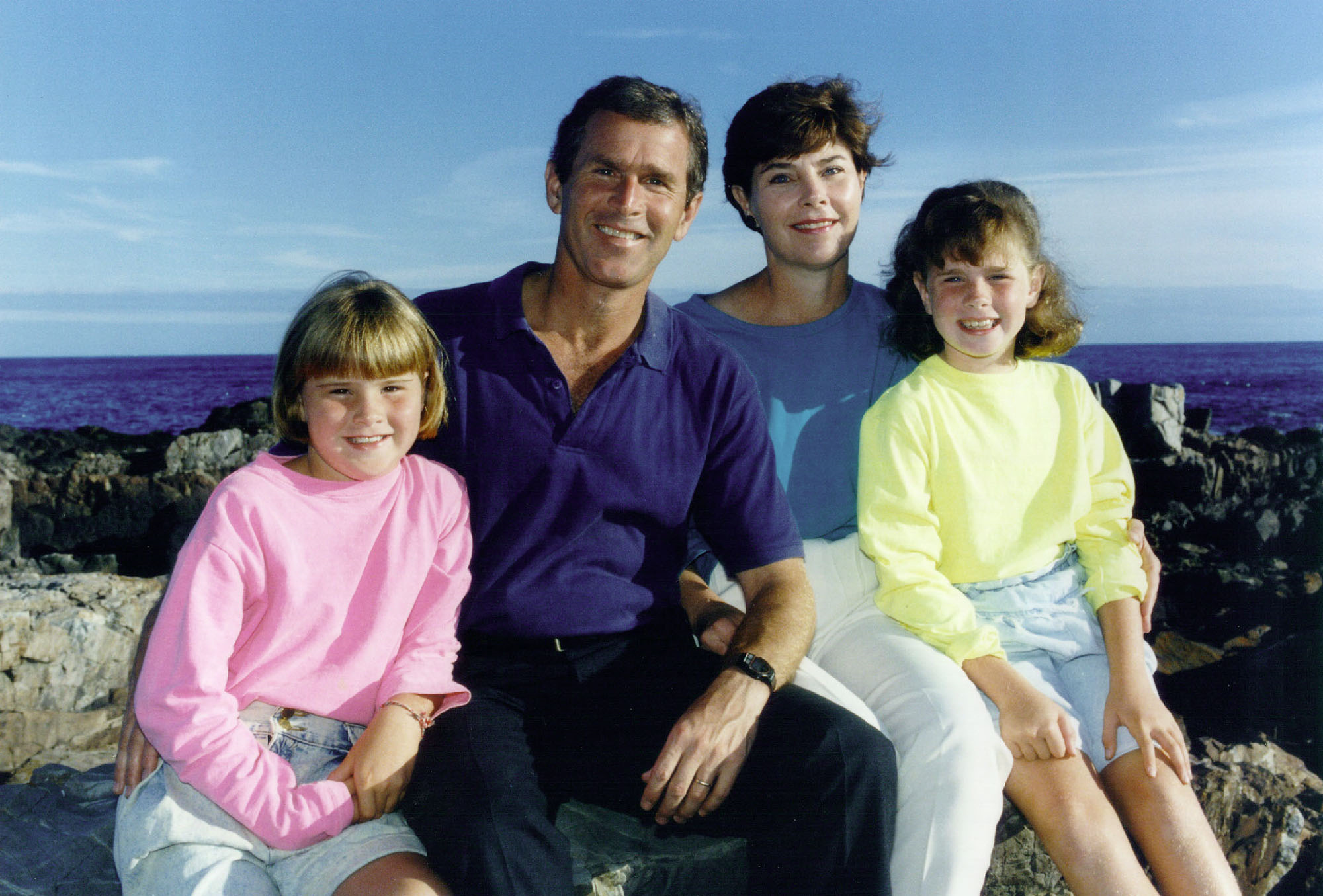
George i Laura Bush ze swoimi córkami (1990)

Syn Georga H.W. Busha 41. prezydenta Stanów Zjednoczonych, brat Johna Busha 43. gubernatora Florydy.
Od 5 listopada 1977 żonaty z Laurą Welch. Mają córki bliźniaczki Barbarę i Jennę urodzone 25 listopada 1981. 10 maja 2008 Jenna wyszła za mąż za Henry’ego Hagera, syna przewodniczącego Partii Republikańskiej w Wirginii.
Uważa się za człowieka głęboko wierzącego. Należy do kościoła metodystycznego. Religia pomogła mu wyrwać się z alkoholizmu w 1986.

## Upamiętnienie w popkulturze
W 2018 w filmie Vice w reżyserii Adama McKaya w postać Busha wcielił się Sam Rockwell.

## Odznaczenia
- Order Wolności (Kosowo, 2004)[18]
- Order Zwycięstwa Świętego Jerzego (Gruzja, 2005)[19]
- Order Krzyża Ziemi Maryjnej I klasy (Estonia, 2012)[20]
- Order Republiki Macedonii (Macedonia Północna, 2015)[21]
- Wielki Order Króla Tomisława (Chorwacja, 2017)[22]